# Valens
Pour les articles homonymes, voir Valens (homonymie).
Flavius Valens (nom complet en latin : Flavius Iulius Valens Augustus) né vers 328 et mort lors de la bataille d’Andrinople le 9 août 378, est un empereur de l'Antiquité tardive, coempereur de son frère Valentinien Ier pour l’Orient de 364 à 378.
Né à Cibalae en Pannonie, il rejoint les rangs de l’armée romaine, tout comme son frère aîné Valentinien, et poursuit une carrière sans histoire, lorsque ce dernier est acclamé empereur par les troupes en 364. Sous la pression de son entourage, Valentinien doit nommer un coempereur. Certain de la fidélité de son frère cadet, le nouvel empereur nomme Valens à ce poste. Les deux frères se partagent ainsi le pouvoir et les armées, Valentinien gouvernant la partie occidentale de l’empire et Valens, la partie orientale.
Presque immédiatement après son avènement, Valens doit faire face à la révolte de Procope, lequel, au titre de lointain cousin de l’empereur Julien, revendique le trône comme dernier descendant de la dynastie constantinienne.
Sur le plan intérieur, les deux frères mettent en œuvre diverses réformes administratives visant à protéger les classes les plus faibles de la société, notamment dans le domaine de la fiscalité, et assurent une plus grande stabilité de la monnaie. De confession arienne — contrairement à Valentinien, fidèle au christianisme nicéen —, il fait violence aux tenants du Credo de Nicée, mais s’élève surtout contre les milieux intellectuels païens, auxquels il prête des intentions hostiles grâce, croit-il, à leurs pouvoirs magiques.
Tout comme celui de son frère à l’ouest, le règne de Valens est principalement consacré à combattre les ennemis aux frontières : les Goths en Europe (première campagne : 367-369 ; deuxième campagne : 376-378) et les Perses (373) en Asie mineure.
C’est du reste en combattant les Goths qu’il trouve la mort le 9 aout 378, au cours d’une bataille près d’Andrinople (aujourd’hui Édirne en Turquie).

## Contexte historique

L’Empire romain vers 400 montrant la division entre Orient et Occident ainsi que leurs provinces et diocèses respectifs.

La mort de Julien le 26 juin 363 met fin à la dynastie fondée par Constantin. Affaibli par les luttes entre officiers supérieurs de l'armée sur le plan intérieur, l’Empire doit faire face à divers envahisseurs sur le plan extérieur : les Perses qui établissent leur emprise dans la région mésopotamienne en Asie mineure ainsi que divers peuples faisant leur apparition sur le Rhin, le Neckar et le Danube en Europe.
À cela s’ajoutent les conflits religieux qui témoignent déjà de la division apparaissant entre Orient et Occident. Déjà en 325, Constantin a dû convoquer un concile à Nicée pour résoudre (sans succès) la crise arienne. Sous Constantin et ses successeurs, la progression du christianisme a brièvement été interrompue par le court règne de l’empereur Julien (r. 361-363) qui a permis le retour au pouvoir d’une partie de l’aristocratie païenne.
Pour succéder à Julien, l’armée a choisi Jovien, jeune officier chrétien d’une trentaine d’années, dont le règne sera aussi court que celui de son prédécesseur (r. 363-364) ; il sera marqué par le retour définitif du christianisme et une paix avec les Sassanides — déshonorante pour l’Empire. À la mort de Jovien, probablement accidentelle, et survenue le 17 février 364, c’est à nouveau l’armée qui lui choisit comme successeur un autre officier chrétien originaire de Pannonie, Flavius Valentinianus, lequel, pressé de nommer un coempereur, choisit son frère cadet Valens,.

## Jeunesse et apprentissage

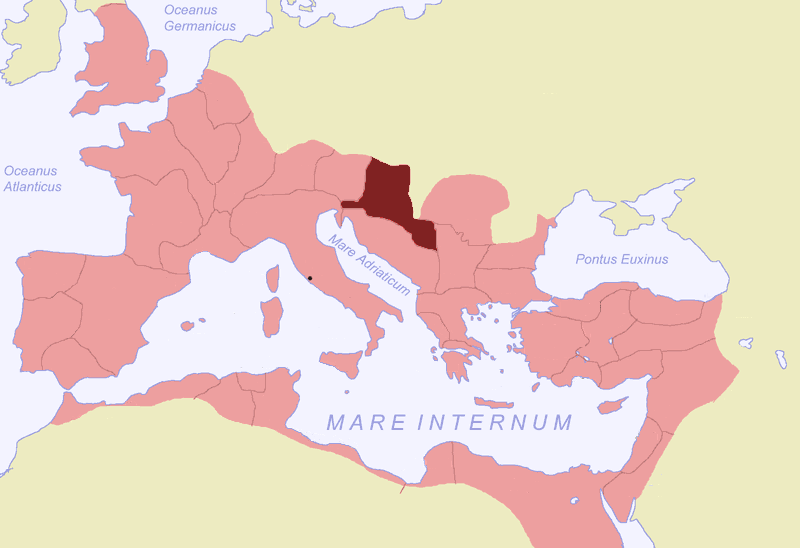
La Pannonie au sein de l’Empire romain.

Valens est né en 328, à Cibalae en Pannonie du sud (aujourd’hui Vinkovci en Croatie) dans une famille illyro-romaine. Son frère aîné Valentinien (r. 364-375) et lui sont fils d’un important général de l’armée sous Constantin Ier et Constant Ier, du nom de Gratianus Funarius, qui est également né à cet endroit. Les deux frères passent leurs jeunes années sur le domaine familial.
Tout jeunes, vers la fin des années 320 ou au début des années 330, les deux frères suivent leur père en Afrique où celui-ci a été nommé comes Africae, poste qu’il doit bientôt quitter après avoir été accusé de détournement de fonds. Rappelé en service au début des années 340, il devient comes britanniae, avant de se retirer définitivement sur ses terres à Cibalae. Constance II (r. 337 – 361) doit cependant confisquer celles-ci après que Gratianus Funarius est accusé de complicité avec l’usurpateur Magnence (r. 350 – 353).
Peu avantagé physiquement, Valens ne possède ni le courage ni l’endurance de son frère, auquel il ne ressemble que par la brutalité. Comme son père et son frère, il décide de faire carrière dans l’armée et fait partie des protectores domestici, sous les empereurs Julien (r. 361-363) et Jovien (r. 363-364).
Sa carrière ne semble guère promise à un brillant avenir lorsque son frère, après la mort accidentelle de Jovien en février 364, est choisi par l’armée comme nouvel empereur. Le temps presse, car l’armée se trouve alors en territoire hostile et en position d’infériorité. L’état-major se réunit à Nicée quelques jours après la mort de l’empereur avec quelques dignitaires civils dont le préfet du prétoire d’Orient, Secundus Salutius, et le patrice Datianus, ancien favori de Constance. Salutius, qui a déjà refusé la pourpre après la mort de l’empereur Julien, décline à nouveau cet honneur. Deux nouveaux candidats sont alors proposés : Equitius (ou Aequitius), Pannonien promu comes rei militaris par Jovien, lequel est rejeté comme trop rustre et brutal, et le frère de Jovien, Januarius, aussi comes rei militaris, mais posté à ce moment en Thrace, et de ce fait, considéré comme trop éloigné pour venir rapidement prendre la tête de l’armée,. Finalement, le 26 février, un vote de compromis se porte sur Valentinien, pannonien comme son prédécesseur, chrétien modéré, reconnu pour son énergie et son honnêteté.
Ce compromis est accueilli de diverses façons. Au sein des troupes on ne semble guère convaincu des priorités du nouvel empereur et, nous dit Ammianus Marcellinus, celui-ci doit interrompre la préparation de son discours d’acceptation pour aller rassurer les soldats inquiets de ses intentions. Par ailleurs, sans doute pour éviter toute nouvelle vacance du pouvoir en cas de décès subit de l’empereur ou pour apaiser toute opposition civile ou militaire dans la partie orientale de l’empire, soucieuse de ne pas voir ses intérêts oubliés par un empereur siégeant en Occident, on exige de lui qu’il s’adjoigne un coempereur.
Valentinien obtempère et choisit quelqu’un dont il peut être certain de la loyauté absolue : son frère Valens (r. 364-378). Préparant le terrain, il promeut d’abord son frère, jusque-là simple protector, au rang de tribun le 1er mars et le met en charge des écuries impériales. Ce n’est qu’une fois arrivé à Constantinople que, passant outre aux objections de son magister equitum (commandant de la cavalerie), Dagalaifus, il en fait son coempereur. La proclamation a lieu à l’Hebdomon, devant le mur de Constantin, le 28 mars ; Valens est ainsi le premier d’une longue série d’empereurs intronisés à cet endroit ,,.

## Arrivée au pouvoir et révolte de Procope

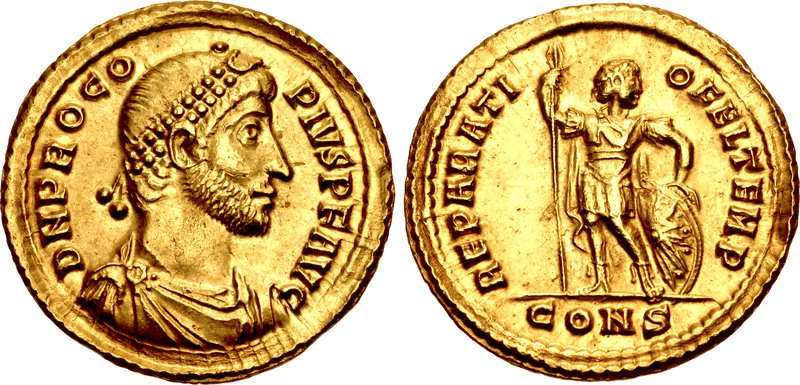
Avant d’être défait par Valens, Procope avait eu le temps de frapper sa propre monnaie avec l’inscription REPARATI O FEL TEMP (Retour des jours heureux).

Après un court séjour de deux mois à Constantinople, les deux frères se mettent en route vers leur Pannonie natale où ils se partagent l’Empire et les armées. Valentinien se charge de l’Occident, avant de retourner d’abord à Milan, puis à Trèves, qui demeurera sa capitale jusqu’en 375. Valens quant à lui obtient la préfecture du prétoire d’Orient, soit la Grèce, les Balkans, l’Égypte et l’Asie mineure jusqu’à la frontière avec l’Empire sassanide. Ce choix peut paraitre curieux, compte tenu de l’absence de qualités militaires de Valens et des craintes qu’inspire l’Empire sassanide.
En effet, après la désastreuse campagne de Julien, son successeur, Jovien, a dû conclure un traité de paix humiliant d’une durée de trente ans avec Chapour II, aux termes duquel les Romains doivent se retirer de cinq de leurs provinces orientales, renoncer à leurs intérêts en Arménie et permettre aux Sassanides d’occuper les forteresses de Nisibis, Castra Maurorum et Singara. Aussi, après le retour de Valens à Constantinople en décembre 364, la priorité de celui-ci est de préparer une expédition pour rétablir la situation.
Cette campagne doit cependant être remise à plus tard. Valens se trouve à Césarée de Cappadoce à l’automne 365, lorsqu’il apprend qu’à Constantinople, un usurpateur tente de s’emparer du trône : Procope, un lointain cousin de l’empereur Julien, le dernier des Constantiniens,, s’est fait proclamer empereur le 28 septembre 365. Originaire de Cilicie, celui-ci est entré dans l’armée comme tribunus et notarius, avant d’être nommé comes primi ordinis sous Julien. Déjà suspect sous Jovien, il a jugé plus prudent de se retirer et de vivre sur ses terres. Avec l’arrivée au pouvoir de Valentinien et de Valens, il joue le tout pour le tout.
Prenant avantage du fait que les légions Divitenses et Tungricani Juniores passent par Constantinople pour affronter les Goths sur le Danube, Procope convainc celles-ci de se joindre à lui. Pour affirmer ses droits dynastiques, il se montre en public avec la fille posthume de Constance II et de l’impératrice douairière Faustina. Il fait courir la rumeur que Valentinien est mort et commence à émettre sa propre monnaie. S’il connaît quelque succès auprès des soldats loyaux aux Constantiniens ainsi qu’aux intellectuels qui se sentent menacés par les deux frères, il doit augmenter les taxes, ce qui ne contribue pas à sa popularité.
Immédiatement, Valens prend peur au point, nous dit Ammien Marcellin, qu’il songe à abdiquer, voire à se suicider,. La situation n’est guère brillante : l’ensemble des troupes de l'empereur a déjà franchi les Portes de Cilicie en route vers la Syrie, alors que Procope prend le contrôle des provinces d’Asie et de Bithynie. S’étant ravisé, Valens envoie les légions Jovii et Victores Juniores contre Procope, mais celles-ci passent à l’ennemi. Bien plus, Valens lui-même manque de peu d'être capturé lors d’un engagement près de Chalcédoine (aujourd’hui Kadıköy, banlieue résidentielle d’Istanbul). Enfin, Valentinien, ayant à choisir entre aller combattre les Alamans et se porter au secours de son frère, cède aux instances de la population et choisit la première option,.
Valens reçoit le soutien d'Arbitio, l'ancien maître de cavalerie de Constance II qui jouit encore au sein de l'armée romaine d'une forte influence et d'un grand prestige. Retiré de la vie publique depuis 362, Arbitio avait été approché sans succès par Procope. Ce dernier avait, en représailles, ordonné la spoliation de ses biens dans sa maison de Cyzique. Le ralliement d'Arbitio provoque celui de nombreux officiers et soldats passés à Procope, qui se laissent convaincre par les discours de l'ancien général.
Ce n’est qu’au printemps 366 que Valens peut rassembler assez de troupes pour affronter véritablement Procope qui, entretemps, s’est rendu maitre des diocèses de Thrace et d’Asinie. Partant d’Ancyre, Valens marche à travers la Phrygie où il vainc le général Gomoarius à Thyateira,, avant d’affronter Procope lui-même lors de la bataille de Nacolia (aujourd’hui Seyitgazi) le 27 mai,. Fait prisonnier, Procope est exécuté et sa tête envoyée à Valentinien,,.

## Politique intérieure

### Réformes fiscales et administratives

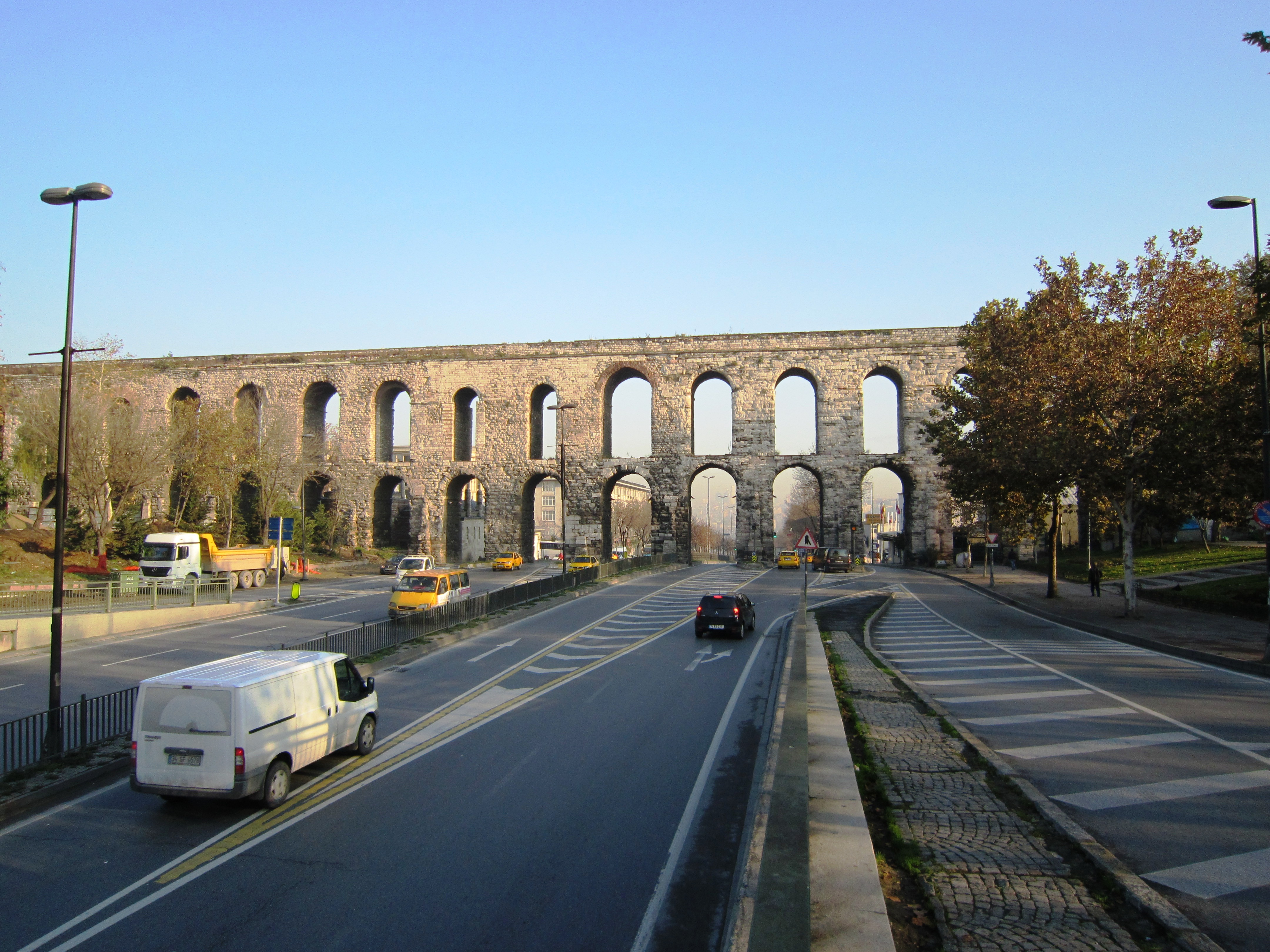
L’aqueduc de Valens vu du sud-ouest sur le boulevard Atatürk (Istanbul).

Au plan intérieur, la législation de Valens se confond dans les premières années avec celle de Valentinien. En dépit de ses défauts, Valens se révèle loyal vis-à-vis de son frère, hostile à la corruption et parcimonieux dans sa gestion des fonds publics.
Au moment de l’avènement des deux frères, le niveau des impôts et taxes a doublé par rapport à ce qu’il était au temps de Constantin. Dès le début de leur règne, ils modifient radicalement le système de perception des taxes. Les percepteurs (susceptores) ne doivent plus être des décurions (curiales) choisis par les conseils municipaux, mais d’anciens fonctionnaires choisis par les gouverneurs de provinces. Souvent interprétée comme visant à alléger les charges de ces décurions, cette mesure vise sans doute à empêcher ceux-ci de pressurer les citoyens les plus faibles.
Également dans leurs premières années, Valentinien et Valens confisquent les terres et les revenus des cités que Julien leur a redonnés. Lorsqu'il s'installe à Antioche, plus près des frontières vers les années 370, Valens remet aux autorités municipales leurs terres contre le retour au gouvernement des deux-tiers des sommes qu’elles généreront,.
Ces politiques fiscales sont hautement louées par Ammianus Marcellin, qui dit de Valens « qu’il s’avère être un juste protecteur des provinces, gardant chacune d’elles comme si c’était son propre domaine, réduisant avec soin le fardeau des charges et ne tolérant aucune addition aux taxes. Ce témoignage est corroboré par Thémistios, professeur de rhétorique et haut fonctionnaire de l’époque, lequel dit de lui, qu’ayant été lui-même propriétaire foncier, Valens connaît la valeur de l’argent.
Enfin, l’une des principales mesures est l’importance donnée au defensor civitatis, institution qui semble-t-il existait déjà, et à laquelle, tant Valentinien en Occident que Valens en Orient, donnent une nouvelle impulsion. Pour l'essentiel, ces defensores doivent être les protecteurs de la plèbe contre les puissants. Dans chaque cité, les préfets du prétoire doivent choisir une personne qui ne soit pas en position d’autorité, laquelle se verra octroyer des pouvoirs pour juger de cas mineurs de dettes, d’esclaves en fuite ou d’abus d’imposition de taxes, renvoyant les cas les plus graves directement au gouverneur.

### Réforme monétaire

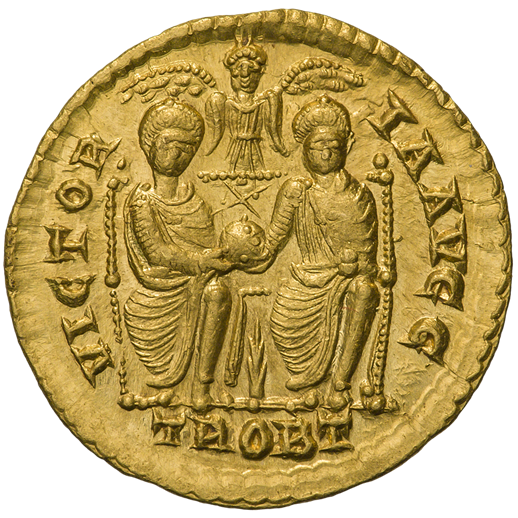
Solidus de Valens montrant les deux frères. De concert, ils favorisèrent le développement des mines d’or, surveillèrent la production de la monnaie et en firent la base des échanges dans l’empire.

Une plus juste collecte des impôts exige que les sommes prélevées le soient dans une monnaie stable. Par conséquent, dès leur arrivée au pouvoir, les deux frères prennent des mesures pour stimuler la production d’or, allant dans le cas de Valens, jusqu’à ordonner que l’on pourchasse les ouvriers des mines en fuite, même sur les terres privées. Tous les lingots d’or produits doivent dorénavant être fondus dans les magasins du trésor public, avant d’être transformés en pièces de monnaie. De plus, à partir de 372, la collatio lustralis, jusqu’alors payable en or ou en argent, ne peut désormais être payée qu’en or. Après avoir mis fin aux alliages qui déprécient la monnaie, ils font des pièces d’or, purifiées et frappées en quantité croissante, la base des finances et des échanges dans l’Empire.
Enfin, et même s’il établit finalement sa résidence à Antioche, Valens se préoccupe de la situation de Constantinople, dont la population sans cesse croissante exige un approvisionnement accru et stable en eau. On lui doit ainsi la construction de l’aqueduc dit « de Valens », encore existant de nos jours, dont l’eau provient en partie de la Forêt de Belgrad, à plus de 100 km de la ville.

### Politique religieuse

Les territoires ariens (orange) et nicéens (bleu) en 495.

Bon administrateur, Valens se révèle brutal dans la mise en œuvre de sa gestion. Alarmé par la révolte de Procope, Valens exécute ou exile tous les partisans connus de celui-ci et confisque leurs biens. Ses instincts brutaux sont ravivés en 371, lorsqu’il apprend que l’un des courtisans païens d’Antioche a prédit, grâce à la divination, que son successeur sera quelqu’un dont le nom commence par les lettres grecques TH-E-O-D. Immédiatement, Valens fait arrêter un notaire impérial du nom de Théodose, qu’il fait exécuter avec tous ceux qui sont soupçonnés d’être du complot, ainsi que divers païens qui se sont livrés à la divination. Les hauts fonctionnaires nommés par lui à son arrivée au pouvoir (et qui ne sont pas tous pannoniens) font preuve de la même brutalité pour asseoir leur puissance. C'est le cas entre autres de son préfet du prétoire, Modestus, originaire d’Arabie, qui de 370 à 377 engage la lutte contre les intellectuels, philosophes et hauts personnages qui ont été en faveur pendant le règne de Julien. Cette persécution est à mettre en parallèle avec celle que mène à la même époque le préfet Maximinus en Occident.
Contrairement à son frère Valentinien, Valens ne sait ou ne peut se tenir éloigné des conflits religieux, particulièrement virulents en Orient. Comme Constance avant lui, Valens est arien. Alors que la lutte entre ariens et tenants du credo de Nicée est plus féroce en Orient qu’en Occident, Valens dès le début de son règne, bannit certains évêques — dont le patriarche d’Alexandrie Athanase — ainsi que des moines, voulant imposer par la violence ses idées à ses adversaires nicéens, homéousiens et anoméens. Son préfet du prétoire, Modestus, païen sous l’empereur Julien, mais converti à l’arianisme sous Valens, devient l’instrument de cette répression,,.
Valens rencontre un adversaire redoutable en Basile de Césarée, évêque nicéen de 370 à 379, qui tente un rapprochement entre les deux confessions. Mais les temps ont changé, et les conflits religieux font place aux menaces causées par les invasions barbares. Avec le départ de Modestus en 377, les tensions s’apaisent, et, pressé par le péril goth, Valens autorise le retour des évêques qu’il a chassés. L’orthodoxie triomphera avec l’arrivée de Théodose, quelques années plus tard.

## Défense de l’empire

### Renforcement des lignes de défense

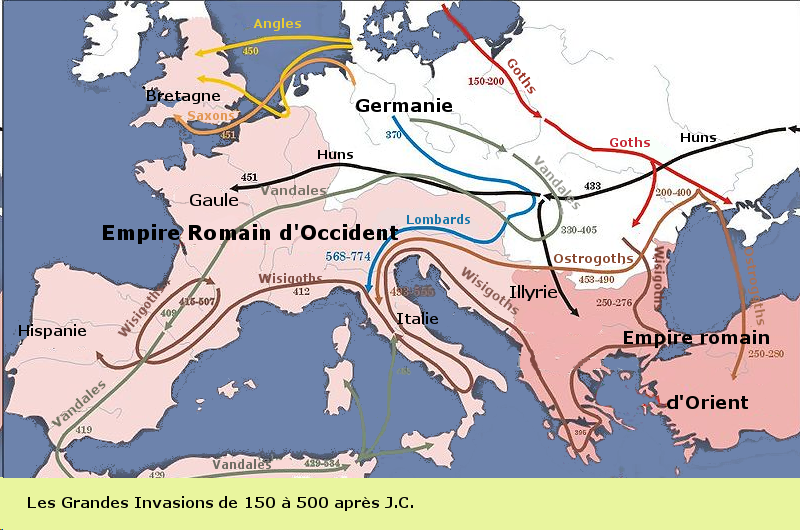
Les grandes invasions de 150 à 500.

Les deux empereurs, tant Valentinien à l’Ouest que Valens à l’Est, doivent consacrer l’essentiel de leur énergie à la défense de l’Empire, Valens devant faire face aux Goths en Europe et à l’Empire sassanide en Asie mineure.
Les deux frères se révèlent très actifs dans la fortification des frontières le long du Rhin et du Danube. Depuis la création sous Constantin d’une armée de campagne (comitatenses) regroupant les meilleures légions, la protection des frontières est laissée à des unités appelées limitanei, lesquelles, à la fin du IVe siècle environ, constituent les deux tiers des armées de l’Est, soit près de 195 000 hommes, répartis entre 15 districts autonomes. Leur rôle est surtout d'assurer la police et la protection contre les brigands et groupes de pillards qui infestent spécialement les montagnes.
Valens renforce son armée, créant plusieurs nouvelles unités et réservant en 372 les meilleurs soldats pour l’armée de campagne. Selon Thémistios, il veille à ce que les soldats reçoivent leurs rations, leurs armes et leurs munitions. Il réprime également un usage selon lequel des officiers abandonnent les effectifs de leurs unités pour empocher la solde des soldats non-existants. Des efforts sont déployés pour garder les unités à leur niveau maximum, le nom de vétérans étant systématiquement rayé des registres et la conscription annuelle faite régulièrement.

### Première campagne contre les Goths (367-369)

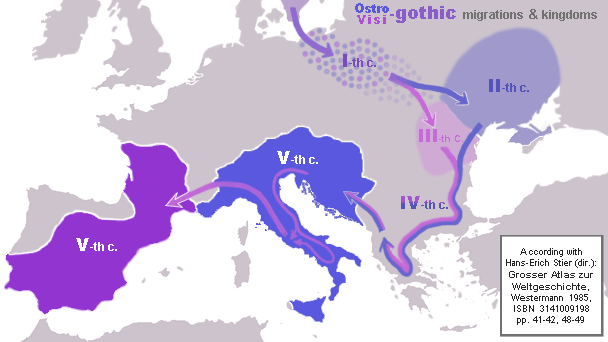
Migrations des Ostrogoths et des Wisigoths du I au V.

Depuis qu’ils ont signé un traité faisant d’eux des « fédérés » de l’Empire romain en 332, les Tervinges sont restés en paix sur leur vaste territoire qui s’étend au nord du Danube, de la mer Noire jusqu’à la Baltique. Pour des raisons inconnues, leur roi Athanaric décide d’appuyer la révolte de Procope et lui promet des renforts,. Une armée goth totalisant quelque 30 000 soldats est ainsi envoyée, mais arrive trop tard pour aider Procope. L'armée en question en profite toutefois pour envahir la Thrace, pillant fermes et vignobles de la région. Après avoir défait Procope lors de la bataille de Nacoleia, Valens continue vers le nord, encercle les Goths et les force à se rendre. Athanaric proteste, mais encouragé par Valentinien, Valens refuse de s’excuser et la guerre est déclarée,.
Traversant le Danube au printemps 367, Valens poursuit les Tervinges qui s’enfuient dans les « montes Serrorum » — vraisemblablement les Carpates. Sa vengeance lui échappant, Valens doit retourner chez lui à la fin de l’été. Le printemps suivant, une inondation du Danube empêche l’empereur de passer le fleuve. Il met ce contretemps à profit en faisant consolider les fortifications par ses soldats. Revenant à la charge en 369, il franchit le Danube, cette fois à Noviodunum, et, après avoir dévasté le territoire, force Athanaric à engager le combat. Athanaric est vaincu et doit demander la paix. Valens, qui entrevoit déjà qu’il devra affronter les Perses, est heureux de saisir l’occasion. Une rencontre est organisée entre Valens et Athanaric au milieu du Danube et une entente est conclue, qui prévoit, d'un part la suppression des subsides et de la liberté de commerce accordés en 332, d'autre part l’obligation de fournir des contingents à l’armée romaine,. Valens regrettera par la suite cet apport de nouveaux soldats.
En 369, Valens célèbre ses Quinquennalia et reçoit à cette occasion le titre de Gothicus Maximus.

### Guerre contre les Perses (373)

Carte montrant les Empires romain et perse lors de l’expédition de l’empereur Julien en 363.

Pendant son court règne, Jovien (363-364) doit conclure une paix déshonorante pour les Romains, lesquels abandonnent aux Perses les districts du Tigre et Nisibis (un total de cinq provinces romaines). De plus, aux termes de l'accord, les Romains promettent de ne plus intervenir en Arménie et de ne plus apporter d’aide à son roi, Arsace II.
Par la suite, Chapour II envahit l’Arménie et fait prisonnier Arsace II, qui meurt en prison. Chapour II tente ensuite d'introduire le zoroastrisme en Arménie. Les nobles arméniens lui résistent et demandent aux Romains, chez qui s’est réfugié le jeune fils d’Arsace II, Papas (Pap), de renvoyer celui-ci en Arménie. Valens acquiesce, mais en raison de la guerre qui continue avec les Goths, ne peut lui fournir d’aide militaire. Devant ce qu’il considère comme une violation flagrante de l’entente de 363, Chapour II conduit personnellement une expédition pour prendre le contrôle de l’Arménie. Pap prend la fuite, pendant que sa capitale ainsi que nombre de forteresses sont détruites par l’ennemi. En même temps, Chapour envoie une autre expédition en Ibérie, dans le Caucase (l’actuelle Géorgie), pour chasser le roi Sauromaces II, mis sur le trône par Valens, et le remplacer par son oncle, Aspacoures II, favorable aux Perses.
Après avoir mis un terme à la guerre contre les Goths, Valens peut envoyer son magister peditum Arinthaeus au secours de Pap. Une force de douze légions est envoyée le printemps suivant sous les ordres du général Terentius pour reconquérir l’Ibérie et pour installer une garnison en Arménie, près du mont Npat. Chapour contrattaque en 371, mais ses forces sont défaites par les généraux Trajan et Vadomar à Bagavan (aujourd’hui à l’ouest du district de Diyadin, en Turquie). Devant faire face à une invasion koushane sur sa frontière orientale, Chapour est forcé d’accepter une paix qui durera cinq ans.
Pendant ce temps toutefois, le jeune roi Pap se conduit avec hauteur et insolence, allant jusqu’à faire exécuter l’évêque arménien Narsès et exigeant que les Romains lui rendent le contrôle de plusieurs villes sous leur autorité, dont Édesse. Sur les conseils de ses généraux et craignant que le jeune roi ne fasse défection aux Perses, Valens tente sans succès de s’emparer du prince. La seconde tentative est une réussite : le jeune homme est exécuté quelque part en Arménie. Valens met à sa place un autre Arsacide, Varasdate, qui règne sous la régence du sparapet (général) Musel Mamikonean, un allié de Rome.
Au vu de tout ceci, les Perses se remettent à réclamer la stricte application des accords de 363. L’agitation reprenant sur sa frontière orientale, Valens commence les préparatifs pour une grande campagne, mais en 375, une révolte d’envergure éclate en Isaurie, région montagneuse à l’ouest de la Cilicie. Valens est donc obligé d'y envoyer des troupes qu’il désirait inclure dans cette expédition. De plus, en 377, les Sarrasins, sous la conduite de leur reine Mavia, se sont révoltés et ont dévasté une large bande de territoire allant de la Phénicie jusqu’au mont Sinaï en Palestine. Valens réussit à mater les deux révoltes, mais celles-ci ont épuisé les forces qu’il voulait utiliser plus loin sur sa frontière orientale.

### Deuxième guerre avec les Goths (376-378)

La guerre des Goths (376-382).

À la mort de son frère aîné, l'empereur d'Occident Valentinien — survenue à Brigetio (aujourd’hui Szöny en Hongrie), le 17 novembre 375, lors d’une campagne contre les Quades en Pannonie —, Valens devient l’auguste senior,. Le successeur de Valentinien est un adolescent de 16 ans, Gratien, qui ne montre aucune disposition pour le métier des armes. Les généraux lui adjoignent un coempereur en la personne de son demi-frère, Valentinien II, un enfant de 4 ans qui règne sous la domination de sa mère.
Le traité de 370 avait établi une période de paix entre les Romains et les Tervinges. Or, en 375, les Huns, venus d’Asie centrale, envahissent les royaumes greutinge d’Ermanaric et tervinge d’Athanaric. Les Tervinges demandent alors à s’installer dans l’Empire romain. La proposition est d’autant plus séduisante qu’elle procurerait à Valens de nouvelles troupes, déjà christianisées, qui tout en renforçant l’armée, rendrait celle-ci moins dépendante de nouvelles recrues (qui se font rares) et gonflerait le trésor impérial — les communautés ne pouvant fournir de recrues devant les remplacer par une taxe de recrutement (aurum tironicum). Les Goths pour leur part pourraient s’installer sur des terres fertiles, dans la région qu’ils privilégient, la Thrace.
Valens accepte, mais uniquement pour un groupe conduit par un chef du nom de Fritigern, qu’il a connu alors que ce dernier était aux prises avec Athanaric. Un très grand nombre de Tervinges, estimé à quelque 200 000, franchit ainsi légalement la frontière, bientôt suivi d’une foule encore plus considérable de Greutinges, eux-mêmes suivis de Huns et d'Alains. L’arrivée d’un tel nombre d'immigrants serait une opération complexe dans le meilleur des mondes. Hélas, et en dépit des ordres de l’empereur demandant que les nouveaux venus soient bien traités, un nombre important d’entre eux sont dirigés vers la frontière de l’Est où ils sont enrôlés de force par le magister militum per Orientem, Julius, et placés sous les ordres des officiers romains. D’autres sont envoyés passer l’hiver à Andrinople. Mais l’immense majorité doit demeurer au nord du Grand Balkan, sans provisions, cruellement exploités par le comes rei militaris per Thracia, Lupicinus, et le dux local, Maximus, qui vendent comme esclaves ceux qui ne peuvent payer les taux exorbitants exigés pour de la nourriture.
Durant ce temps, l’armée mobile de Valens (comitatenses) est occupée sur la frontière perse où l’empereur tente d’annuler certaines des conditions les plus dures imposées par Chapour. Il ne reste donc que quelques unités frontalières (limitanei) pour surveiller l’installation des Goths, trop faibles pour opposer une résistance sérieuse aux Huns et aux Alains qui suivent les Tervinges. Ce qui devait être un processus d’installation ordonnée se transforme rapidement en une invasion d’envergure, d’autant plus que, contrairement aux ordres de l’empereur, les soldats négligent d’enlever les armes des nouveaux arrivants.
Au début 377, la situation se détériore et, face aux exactions du gouverneur, les Tervinges se révoltent. Ils sont rejoints par les Greuthinges à qui on a refusé de franchir la frontière, sous la direction de deux de leurs chefs, Alatheus et Safrax. Lupicinus met le feu aux poudres en faisant assassiner les gardes des deux chefs, alors que ceux-ci mangent avec lui à Marcianopolis : c'est le signal de la rébellion, et les Goths se mettent à piller la campagne de Thrace. Leurs compatriotes laissés sans provisions à Andrinople viennent les rejoindre et leurs forces conjuguées défont Lupicinus lors de la bataille de Marcianopolis ,.
Les forces des Goths, auxquelles s’ajoutent éventuellement celles des Huns et des Alains, font face aux troupes régulières romaines envoyées de l’ouest, sous le commandement de Richomeres et de l’est, sous celui des généraux Trajan et de Profuturus. La bataille se déroule dans un lieu appelé Ad Salices (litt : près des saules), non loin de Marcianopolis. Les combats se soldent par d’importantes pertes des deux côtés et Saturninus, le nouveau lieutenant de Valens dans la province, entreprend de pourchasser les migrants entre le Bas Danube et l’Euxin, dans l’espoir de les affamer. Toutefois, Fritigern réussit à contrer son adversaire en invitant des Huns à traverser le fleuve et à prendre les troupes ennemies à revers. Les Romains doivent reculer, incapables de résister à la pression.
Devant cette situation, Valens appelle son collègue Gratien au secours. Occupé par les Lentiens, Gratien ne peut quitter l’Occident immédiatement. Fin 377, il avise son oncle qu’il lui envoie quelques unités de Pannonie assistées de Gaulois sous le commandement du dux Frigérid, suivies d’une autre unité commandée par le comes domesticorum Richomer. Mais Frigérid avance lentement, prétextant la goutte pour faire de nombreux arrêts.
Déçu, Valens conclut un arrangement rapide avec les Perses, rappelle les évêques qu’il avait exilés, et réunit toutes les troupes encore actives en Arménie et en Syrie. Parti de sa capitale, Antioche, il arrive à Constantinople le 30 mai 378. Faisant fi, tant des avis de ses conseillers militaires que de ceux de Gratien lui-même, et sûr de la victoire, Valens décide de se porter sans attendre à la rencontre des Tervinges, avec une troupe d’environ 40 000 soldats. Il y est sans doute contraint par la population de Constantinople qui le presse d’aller au-devant des ennemis qu’il a lui-même fait entrer dans l’empire et qui souligne le contraste entre sa conduite et celle de son coempereur à l’ouest,.

## Bataille d’Andrinople
Après un court arrêt pour prendre pied en Thrace, Valens se dirige vers Andrinople. De là, il marche contre les troupes confédérées, laissant derrière une importante garde auprès de ses bagages et du trésor impérial, ce qui diminue ses forces. Le 8 aout, Fritigern envoie un émissaire pour proposer la paix et une alliance en échange de territoires où s’établir. Certain que sa supériorité numérique lui apportera une victoire facile, Valens rejette ces propositions Toutefois, ses calculs ne tiennent pas compte d’une partie de la cavalerie goth partie marauder dans les environs et qui, le 9 aout 378, tombe sur les Romains. La journée est chaude et la cavalerie romaine engage le combat sans forces d’appui tout en souffrant énormément de la chaleur.
À ce point, Ammien Marcellin — notre principale source pour cette bataille — offre deux versions différentes des dernières heures de Valens. Dans une première description, il nous dit que l'empereur « fut mortellement blessé par une flèche et expira en poussant un dernier soupir ». Son corps ne fut jamais retrouvé et ne put par conséquent recevoir de sépulture. Dans une deuxième description, Ammien raconte que l’infanterie romaine fut encerclée et mise en pièces ; blessé, Valens fut alors transporté dans une cabane voisine, laquelle fut entourée par les Goths qui y mirent le feu, sans savoir que l’empereur s’y trouvait.
Il existe une troisième version, apocryphe, selon laquelle Valens aurait été frappé au visage par une flèche goth alors qu’il conduisait une charge. Comme il ne portait pas de casque, voulant encourager ses soldats, la blessure fut mortelle et changea le cours de la bataille.
De même, l’historien religieux Socrate de Constantinople donne deux versions de la mort de Valens :

« Selon certains, il fut brûlé vif dans un village où il s’était retiré, que les barbares prirent d’assaut et auquel ils mirent le feu. Selon d’autres, s’étant dépouillé de ses vêtements impériaux, il se serait joint à la mêlée au sein de l’infanterie ; lorsque la cavalerie se révolta et refusa d’engager le combat, l’infanterie fut encerclée par les barbares qui la détruisirent au complet. Il semble que l’empereur tomba parmi eux, mais que, comme il ne portait pas ses habits impériaux, on ne put le reconnaître par la suite. »

Lorsque la bataille est terminée, les deux-tiers de l’armée romaine d’Orient a péri, y compris nombre des meilleurs commandants. La nuit tombée, le comte Richomeres et le général Victor conduisent ce qui en reste hors du champ de bataille.

## Succession

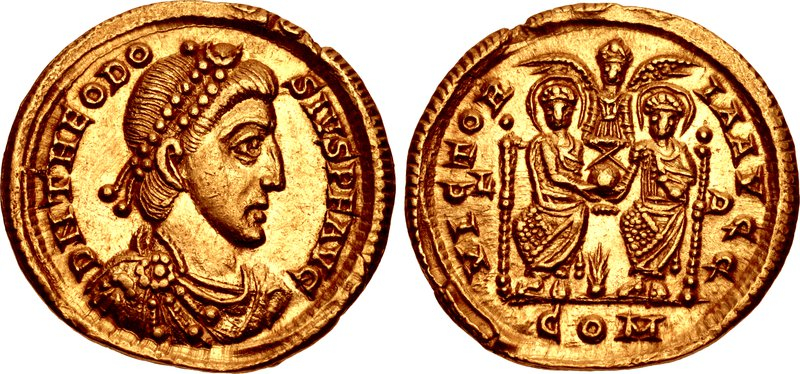
Solidus de Théodose le représentant au verso en compagnie de son coempereur occidental Valentinien II qui régna en même temps que Gratien.

Valens ne laisse pas d’héritier mâle. De son mariage avec Albia Dominica, il a eu deux filles et un fils, Valentinianus Galates, mort en bas âge.
Après la bataille d’Andrinople, les Goths ravagent la Thrace en 378 et l’Illyricum l’année suivante,. Réalisant que tout seul, il ne peut faire face au péril qui menace tant l’Orient que l’Occident, Gratien se tourne vers un général espagnol, Théodose — fils de Théodose l'Ancien (exécuté pour des raisons obscures sous le règne de Valentinien) —, avec qui il a participé à la campagne, contre les Goths sur le Rhin en 370, et contre les Sarmates sur le Danube en 372-373,. Gratien lui confie alors l’Orient, de même que les diocèses de Dacie et de Macédoine, lesquels, jusque-là, faisaient partie de son propre domaine. À partir de Thessalonique, Théodose commence à rétablir l’ordre et, le 19 janvier 379, est promu auguste, à Sirmium,.